# Роздільський Богдан Іванович
Роздільський Богдан Іванович (народився 1916), лікар-невропатолог родом з Лемківщини. Студії у Познані, Львові та в Монтреалі й в Саскачеванському Університеті, у якому працює професором з 1962 року (його звич. проф. з 1973), дійсний член НТШ. Публікації (переважно англійською мовою) з патології нервової системи, вроджених дефектів мозку, інфекційних та дегенеративних процесів нервової системи, особливо екстрапірамідальної; експериментальні праці з ділянки провинности кровоносних судин мозку, у яких застосував вперше методу авторадіографії. Роздільський Богдан досліджував питання токсичности жовтавого барвника білірубіни на нервову систему новонароджених, так званої ядерної жовтяниці (Kernicterus).

## Праці
- Роздільський, Богдан Іванович. Основи клініко-морфологічної невропатології: монографія / Б. І. Роздільський, І. С. Зозуля, Л. І. Сандуляк. — К. : Здоров'я, 1992. — 240 с.